# Stronger - Io sono più forte
Stronger - Io sono più forte (Stronger) è un film del 2017 diretto da David Gordon Green.
La pellicola, con protagonisti Jake Gyllenhaal, Tatiana Maslany e Miranda Richardson, è l'adattamento cinematografico dell'omonimo libro autobiografico scritto da Jeff Bauman, assieme a Bret Witter, riguardo all'attentato alla maratona di Boston avvenuto il 15 aprile 2013, in cui Bauman perse entrambe le gambe.

## Trama
Jeff Bauman è nativo di Boston, lavora al banco della gastronomia di un Costco e vive in un piccolo appartamento con due camere da letto e la madre alcolizzata Patty. Una notte incontra la sua ex ragazza Erin che è attratta da lui, dalla sua gentilezza e dal suo fascino, ma è scontenta dal suo scarso impegno e determinazione. Jeff viene a sapere che Erin correrà alla maratona di Boston per raccogliere fondi per l'ospedale in cui lavora, le promette che l'aspetterà al traguardo con un grande cartello.
Mentre si avvicina al traguardo, una bomba esplode proprio al suo fianco, entrambe le gambe gli vengono amputate sopra il ginocchio. Appena riprende conoscenza, dichiara di aver visto l'attentatore, tanto da poter fornire una dettagliata descrizione all'FBI di Tamerlan Tsarnaev. Le autorità locali catturano Dzhokhar Tsarnaev e Jeff viene salutato come un eroe, ma fatica ad adattarsi alle sue condizioni, così come all'improvvisa fama.
La madre prenota interviste e promuove incontri e eventi per Jeff che per sostenerne i ritmi prega Erin di essergli a fianco. Il legame fra loro riprende e si rafforza nelle difficoltà, ma Erin non approva le iniziative che la madre di Jeff continuamente prende per accrescerne la popolarità. Jeff e la sua famiglia sono invitati dai Boston Bruins alla partita della Stanley Cup contro i Toronto Maple Leafs, Jeff dovrà sventolare la bandiera durante la cerimonia di apertura. La folla al TD Garden innesca flashback traumatici per Jeff, che va in escandescenze nell'ascensore. Erin lo conforta e insiste affinché parli alla sua famiglia della fragilità del suo stato mentale e dell'impatto negativo che la sua esposizione mediatica sta avendo su di lui. Quella notte, fanno l'amore per la prima volta dopo l'incidente.
Quando la madre di propria iniziativa prenota un'intervista con Oprah Winfrey, Erin reagisce con rabbia e sostiene che la continua esposizione mediatica intensifica il disturbo da stress post-traumatico di Jeff. Finalmente lui stesso dichiara di non voler più fare interviste. La donna scoraggiata inizia ad assecondare tutte le richieste del figlio, favorendone la pigrizia e la tendenza a bere. La convivenza iniziata con Erin non sembra dargli la serenità sperata. Passa notti a bere con gli amici o con la madre e inizia a saltare gli appuntamenti di fisioterapia. Erin esasperata affronta la suocera, le rimprovera egoismo e negligenza; quindi si rivolge a lui per rinfacciargli l'autocommiserazione e l'incapacità di opporsi a sua madre. Se ne va lasciando madre e figlio a vivere da soli.
Jeff reagisce andando a bere in un bar con i fratelli; qui due avventori iniziano a fargli domande in merito all'attentato, insinuando che l'evento sia stato organizzato del governo Obama per avere la scusa di dichiarare guerra all'Iran e che Jeff stesso sia stato pagato per interpretare il ruolo della vittima. Jeff e i suoi fratelli, profondamente offesi, rispondono con sprezzo ai due fino a scatenare una rissa fra tutti i clienti. Erin va a prenderlo e già in auto gli comunica di essere incinta. Jeff va in panico e le dice che non sarà in grado di fare il padre; lei delusa e disperata, lo fronteggia definendolo ragazzo viziato e irresponsabile. Esce dalla macchina lasciandolo senza sedia a rotelle, sale in casa e prepara le valigie per andarsene. Jeff striscia sull'asfalto verso l'appartamento invocando aiuto e ha un flashback dell'attentato, ricordandolo nella sua interezza.
Jeff incontra Carlos, l'uomo che si è preso cura di lui subito dopo l'attentato salvandogli la vita; Carlos racconta la sua triste storia: per reazione alla morte del figlio, marine in Iraq, ha tentato il suicidio, e ha dovuto partecipare al funerale del ragazzo in barella. Il figlio minore, incapace di sostenere la morte del fratello maggiore e la profonda depressione del padre, si è suicidato. Carlos confida che salvare Jeff lo ha aiutato a fare pace con la morte dei figli e con il senso di colpa seguente. Jeff capisce che la propria volontà di vivere mostrata nonostante le avversità, è ciò che conforta e ispira molte persone. Smette di bere e inizia a prendere più seriamente la riabilitazione. Lascia a Erin un messaggio vocale in cui si scusa per il suo comportamento, riconoscendo finalmente la propria immaturità e dichiarando di essere pronto ad assumersi responsabilità. Pochi giorni dopo, lui e Carlos lanciano il primo tiro di una partita dei Boston Red Sox al Fenway Park, dove incontrano Pedro Martinez. Erin guarda la partita in TV e sorride innamorata. Dopo la partita molte persone si avvicinano a Jeff, vogliono manifestargli la loro gratitudine per l'influenza positiva che ha avuto sulle loro vite.
Si incontra con Erin in una tavola calda, finalmente in piedi sulle protesi per la prima volta senza assistenza. Dice a Erin che la ama, lei risponde: "Bene", le prende la mano e sorride.

## Produzione
Il 14 luglio 2014 la Lionsgate avvia il progetto del film basato sulle memorie di Jeff Bauman, con John Pollono ad occuparsi della sceneggiatura. Il 17 luglio 2015, David Gordon Green firma per la regia del film.
Le riprese del film sono iniziate a Boston il 4 aprile 2016.

## Promozione
Il primo trailer del film viene diffuso il 22 giugno 2017.

## Distribuzione
Il film è stato presentato in anteprima mondiale l'8 settembre 2017 al Toronto International Film Festival e poi distribuito nelle sale cinematografiche statunitensi a partire dal 22 settembre 2017.
In Italia, la pellicola è stata presentata alla 12ª edizione del Festa del Cinema di Roma il 28 ottobre 2017 ed è stato distribuito nei cinema dal 4 luglio 2018.

## Riconoscimenti
- 2018 - Satellite Award[7]
  - Candidatura per il miglior attore a Jake Gyllenhaal
- 2018 - Critics' Choice Awards[8]
  - Candidatura per il miglior attore a Jake Gyllenhaal